# NGC 4696A
NGC 4696A (другие обозначения — ESO 322-77, MCG -7-26-43, DCL 197, IRAS12441-4113, PGC 43120) — спиральная галактика с перемычкой (SBb) в созвездии Центавр.
Этот объект не входит в число перечисленных в оригинальной редакции «Нового общего каталога» и был добавлен позднее.